# 直男癌
直男癌，或稱屌癌、殖男癌，是中国大陸女权主义者用来形容固守传统性别角色，而被认为懷有性别歧视和大男子主义的男異性戀者的一个贬义词。它由中国大陸网络社交平台豆瓣和微博的用户在2014年年中提出，指的是思想保守的男异性恋者，他们毫不掩饰地坚持传统的父权制价值观，通常以民族主义的态度敵視、轻视或无视妇女运动和性別平等。2015年，学者周国平在微博的发言被部分网民指控为“直男癌”，自此该用语开始流行起来。
該概念近来時常與“直男”混用甚或误用，被泛化指摘言行無意或無法取悅特定女子的男子。許多用法被指为男性貶抑，在社交媒体上遭到强烈反对，并出现诸如“女权癌”（相当于“女权纳粹”）或“女权婊”（暗示其倾向于只严厉批评中国男人，但对外国男人表现得比较热情）等反侮辱。中国大陸女权运动多被诋毁为“田园女权”，被指为女性至上主义或极端主义分子。

## 成因

### 小农傳統
自给自足经济（又称小农经济）是中国封建社会的一种基本社会经济形态，在中国古代已有2000多年的历史。为了生存，此经济模式不需要任何来自共同体之外的帮助、支持或互动；因此，它是一种个人或以氏族谱系集体的自治，有助于形成男性至上的观念。
由于男性在体力方面具有优势，因此往往在社会分工中担任生产方面的主要职务，妇女往往在生产中处于次要地位，这种历史原因亦是大男子主义现象的产生土壤。

### 重男轻女
许多仍然深受父权传统影响的中国家庭，尤其是农村家庭，往往偏爱男孩而不是女孩。